# Bula de aur a regelui Andrei al II-lea (1222)

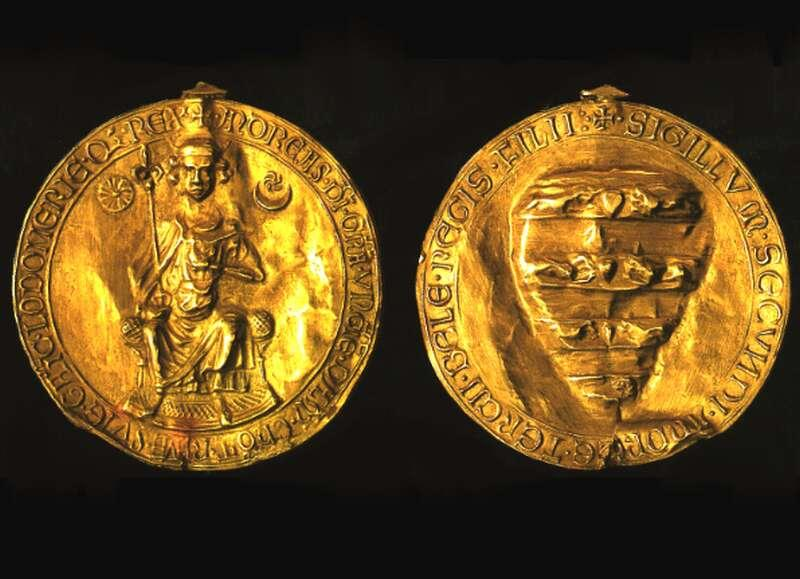
Sigiliul Bulei de Aur

Bula de Aur a fost un document medieval emis de regele Andrei al II-lea al Ungariei în anul 1222. Documentul reglementa statutul stărilor și relațiile dintre acestea în cadrul regatului maghiar.
Este cunoscută în istoriografie sub numele de „Bula de aur a nobilimii". Prin acest document, nobilimea mică și mijlocie obținea aceleași privilegii ca și „adevărații nobili” (înalta nobilime).
Bula de Aur a regelui Andrei al II-lea este considerată prima constituție a Regatului Ungariei și a fost sursa codurilor juridice medievale din Ungaria.
Acest document nu trebuie confundat cu Bula de aur a regelui Andrei al II-lea emisă în 1224, denumită, de asemenea, „Bula de aur a sașilor” și „Diploma andreană”.

## Principalele prevederi
Principalele prevederi ale Bulei de aur emise în 1222, sunt următoarele:
„În numele sfintei treimi una și nedespărțită, Andrei, din mila lui Dumnezeu regele Ungariei […] Deoarece atât libertățile nobililor regatului nostru, cât și ale altora, ce le fuseseră date de sfântul rege Ștefan, fuseseră micșorate de multe ori prin puterea unor regi […] dorind noi să împlinim întru totul cererea lor […] le dăm […] libertățile ce le-au fost date de sfântul rege și orânduim și alte lucruri folositoare pentru îndreptarea stării regatului nostru, după cum urmează : 
În fiecare an vom fi datori să ținem sărbătoarea sfântului rege la Alba Regală (20 august, zi de judecată a regelui) afară de când am fi împiedicați de grija unor treburi grele sau de boală. Iar dacă noi nu vom putea să fim de față, palatinul se va înfățișa neapărat acolo pentru noi, pentru ca în locul nostru să asculte pricinile noastre și toți slujitorii (slujitorii regali care vor pătrunde în rândurile micii nobilimi) care vor voi să se adune acolo în chip slobod. 
Mai voim ca nici noi, nici urmașii noștri, nicicând să nu prindă sau să nimicească pe slujitori în folosul vreunui potentat, decât dacă mai înainte ei au fost chemați și au fost osândiți pe cale de judecată. 
De asemenea, nu vom porunci să se strângă nici o dare și nici să se ia dinari liberi. Nu ne vom găzdui în prediile slujitorilor, nici în casele și satele lor, decât dacă vom fi chemați. Vom porunci ca de la oamenii bisericilor acelora să nu se ia nici o dare. 
Dacă vreun slujitor va muri fără a lăsa vreun fiu, fiica va dobândi a patra parte din averea sa, iar cu privire la rest va hotărî cum va voi el. Iar dacă, surprins de moarte, nu va putea hotărî, atunci restul îl vor primi rudele sale cele mai apropiate. Și dacă nu va avea nici un fel de rude, îl va dobândi regele.[…] 
Dacă vreun iobag (termenul desemna în această perioadă categoria militară de condiție liberă din comitate și dregătorii regali în general), care ține vreo dregătorie va muri la oaste, fiul sau fratele său vor fi dăruiți cu o dregătorie potrivită și dacă vreun slujitor va muri în același chip, fiul său va fi dăruit cum i se va părea regelui mai potrivit. 
Dacă vor veni în regat oaspeți, adică oameni buni, ei nu vor fi înălțați la dregătorii fără sfatul țării.[…] 
Nu vom dărui pe veci ca predii sau moșii comitate întregi sau orice alte dregătorii. 
Nimeni nu va fi niciodată lipsit de moșiile pe care le-a dobândit prin dreaptă slujbă […] 
Iobagii cetăților vor fi lăsați în libertățile statornicite de sfântul rege. De asemenea și oaspeții de orice neam se vor lăsa în libertățile ce li s-au dat de la început. 
Dijmele nu se vor răscumpăra cu bani, ci se vor plăti după cum va rodi pământul, în vin sau în bucate. Și dacă episcopii vor face împotrivire, nu le vom sta în ajutor.[…] 
Moneta noastră nouă va umbla timp de un an, de la Paști până la Paști și dinarii vor fi așa cum au fost în timpul regelui Béla. 
Comiții cămării, schimbătorii de bani, slujbașii sării și strângătorii vămilor să fie nobili ai regatului, să nu poată fi ismaeliți și evrei. 
Nu se vor dărui moșii oamenilor din afara regatului, iar dacă vreunele au fost dăruite sau vândute, se vor înapoia locuitorilor regatului pentru a fi răscumpărate.[…] 
De asemenea, în afară de acești patru iobagi, adică de palatin, de ban și de comiții curiali ai regelui și reginei, nimeni nu va putea ține două dregătorii.[…]”